# Lyces banana
Lyces banana là một loài bướm đêm thuộc họ Notodontidae. Nó chỉ được biết đến từ 7 tiêu bản thu thập được ở Brasil hơn 100 năm trước.